# Куврель
Кувре́ль (фр. Couvrelles) — коммуна во Франции, находится в регионе Пикардия. Департамент коммуны — Эна. Входит в состав кантона Фер-ан-Тарденуа. Округ коммуны — Суасон.
Код INSEE коммуны — 02230.

## Население
Население коммуны на 2010 год составляло 189 человек.
| 1962 | 1968 | 1975 | 1982 | 1990 | 1999 | 2010 |
| ---- | ---- | ---- | ---- | ---- | ---- | ---- |
| 194  | 180  | 161  | 180  | 170  | 190  | 189  |

## Экономика
В 2010 году среди 137 человек трудоспособного возраста (15—64 лет) 102 были экономически активными, 35 — неактивными (показатель активности — 74,5 %, в 1999 году было 74,8 %). Из 102 активных жителей работали 93 человека (47 мужчин и 46 женщин), безработных было 9 (3 мужчин и 6 женщин). Среди 35 неактивных 11 человек были учениками или студентами, 12 — пенсионерами, 12 были неактивными по другим причинам.